# Barnesville (Georgia)
Barnesville è una città degli Stati Uniti d'America, situata nello Stato della Georgia e in particolare nella contea di Lamar, della quale è il capoluogo.